# نصف السماء
نصف السماء: تحويل الظلم الي فرصة للمرأة في جميع انحاء العالم هوكتاب غير خيالي بواسطة نيكولاس كريستوف وشيرل ودون تم نشره بواسطة كنوبف في سبتمبر 2009 الكتاب يناقش ان ظلم المرأة في جميع أنحاء العالم هو «التحدي الأخلاقي الرئيسي» في العصرالحالي، مثل الحرب ضد العبودية في الماضي. العنوان يأتي من جملة بيان فصيح ل ماو تسي تونغ «المرأءة ترفع نصف السماء»
نصف السماء يركز علي البغاء، الاغتصاب، التعليم، وفيات الامهات، تشويه الأعضاء التناسلية، القروض، وحلول في تطوير البلاد.
البغاء
البغاء نتشرفي الدول النامية. كريستوف وزوجته زاروا بيوت الدعارة لفهم أفضل لتلك الصناعة. الكثير من الفتيات يتم اختطافهم في سن صغير. من الممكن ان يتم بيعهم بواسطة عائلاتهم لأنهم لا يستطيعون تحمل تكلفة تربيتهن أو بيعهم لتسديد فواتير العائلة. في بيت الدعارة سيتم تخديرهم بحيث يعطون في الصناعة وليعملوا طوال اليوم. هذا في العادة يؤدي اليمرض منقول جنسيا وفيروس العوز المناعي البشري. بعض البرامج سوف تتدخل في سرية بيوت الدعارة لتزودهم بالواقي الذكري، لكن العمال الجنسيين غير مسموح لهم باستخدامه إلا إذا سمح الزبون بذلك. الفتيات الصغيرات يتم البحث عنهم بتوسع بواسطة الزبائن. سوف يدفعون أكثر للنوم مع عذراء.  بعض الاشخاص يؤمنون ان النوم مع عذراء سوف ينظفهم من أي STDs  التي من الممكن ان تكون لديهم وتصيب العمال. أصبح البغايا متورطين في هذه الصناعة حتي أنه عندما يكونوا قادرين علي ترك بيت الدعارة يفضلون العودة اليه أنهم فهموا ان بيت الدعارة هو المكان الذين ينتمون إليه. بعض السيدات مديونات لقواديهم مما يجعلهم يبقوا لفترة أطول. خلال فترة وجودهم يتعرضون للعنف الجسدي والجنسي.
الاغتصاب
معظم المغتصبين هم أشخاص يعرفهم الناجي حتي في بعض الاحيان يكونوا من افراد العائلة. قصة الناجين تكون في بعض الاحيان مخفية عن التواصل الاجتماعي وعندما تنشأ، الناجي غالبا لا يتم تصديقه. أيضا  ًالأنثي سوف تحمل «العار» للعائلة وفي بعض الاحيان يؤدي ذلك لمقتلها لكي يتم حفظ شرف العائلة. الاغتصاب أيضا ًقد يجعل الأنثي تتزوج من مغتصبها.
وفيات الامهات
نتيجة لقلة رعاية الوالدين وقلة تواجد المستشفيات في هذه المناطق الكثير من السيدات في بعض الاحيان كذلك اطفالهم يموتون. تشويه الاعضاء التناسلية من الممكن أيضا ان يسبب صعوية في الولادة. السيدات في العادة متوقع ان تلد في البيت الذي يجعلهم عرضة أكبر الي الوفيات.

## التعليم
ودون وكروستف قدموا بمطالبة ان الفتيات إذا كان مسموحا لهم دخر تعليمهم سوف يكونوا قادرين علي الازدهار.  في هذه النقطة من الوقت ومع ذلك، من المفضل ان يذهب الاولاد الي المدرسة عن الفتيات لأنه يعتقد ان الاولاد سوف يكونوا فعلا قادرين علي صنع شيئا ما من أنفسهم. العديد من العائلات مجبرين علي الاختيار بين أحد اولادهم مع الحصول علي التعليم لأن الزي المدرسي والرسوم المدرسية من الممكن ان تكون صعبة للمواكبة اذ اذهب كل طفل منهم الي المدرسة. الفتيات من الممكن أيضا ان يعملوا باكرا. مما يمنعهم من المدرسة. التعليم بالنسبة للفتيات هو أيضا عار علي المجتمعات المحلية لأنهم يخافون مما يمكن لمرأءة متعلمة ان تفعل. بعض الرجال قد لايريدون الزواج من امرأءة متعلمة بسبب الخوف من ان يكونوا اقل شأن الها.

## الحلول
جنبا إلى جنب مع توفير نطاق حول القضايا، قدم كريستوف وودونسلسلة من الحلول للمساعدة في إنهاء التفاوت بين الرجال والنساء في البلدان النامية.. يتحدثون عن القروض الصغيرة، وإقراض المال للنساء حتى يتمكنوا من بدء الأعمال التجارية التي ستجعلهم مستقلين. كما يتحدثون عن المسلسلات الحديثة التي تصور النساء كمستقلات، وعندما ينظر إليها الأزواج الأبويون والزوجاتالمتأثرات يمكن أن يغير ديناميات الأسرة.. هناك حل آخر برعاية Always ، تقدم دائما منتجات العناية النسائية لفتيات المدارس حتى لا يغيب عن المدرسة خلال دورة الطمث، والذي يحدث في كثير من الأحيان لأنهم يشعرون بالخجل. الحل النهائي، وربما الأكثر قدرة على التمكين هو التعليم.. إن السماح للفتيات بالذهاب إلى المدرسة والذهاب إلى ما بعد المدرسة الابتدائية يمكن أن يساعدن بالفعل النساء على التقدم في البلدان النامية.

## النقاد
قالت كارولين سي، ناقدة الكتب في صحيفة واشنطن بوست، في مراجعتها: "نصف السماء" هي دعوة لحمل السلاح، ودعوة للحصول على المساعدة، ونداء للمساهمات، وكذلك دعوة للمتطوعين.. أعيننا على هذه القضية الإنسانية الهائلة، وهي تفعل ذلك من خلال نثر رائع ومصنوع من مواد مثيرة للإعجاب... أعتقد حقاً أن هذا واحد من أهم الكتب التي استعرضتها على الإطلاق. "

## وثائقي
في أكتوبر 2012، عرض المسلسل التلفزيوني بي بي إس المستقلة لنس فيلمًا وثائقيًا يستند إلى الكتاب على أنه خاص لمدة ليلتين. يتتبع الفيلم مؤلفي الكتاب ودعاة المشاهير أمريكان فيريرا وديان لين وإيفا منديز وميغ رايان واتحاد غابرييل وأوليفيا وايلد إلى بضعة بلدان نامية: أفغانستان وكمبوديا وكينيا والهند وليبيريا وباكستان وسيراليون والصومال وفيتنام. في كل بلد، يعرض الفيلم النساء والفتيات اللواتي يقاتلن بشجاعة للارتقاء فوق الظروف الصعبة للغاية. وتكشف قصصهم عن اللفحة الناجمة عن الاتجار بالجنس، والبغاء القسري، ووفيات الأمهات، والعنف القائم على النوع الاجتماعي، حيث يقترح المؤلفون أن التمويل الصغير وتعليم الإناث يمكن أن يساعد. تسافر الممثلات الست إلى بلدان مختلفة لمراقبة سوء معاملة النساء، جسديا ونفسيا. زارت الممثلات وكريستوف المنظمات التي أعطت الفرص للمرأة التي غالبًا ما يتم تجاهلها وإساءة معاملتها. كما التقوا بضحايا الاتجار بالجنس وعمالة الأطفال والعنف الجنسي وتشويه الأعضاء التناسلية. معظم هؤلاء النساء/ الفتيات الصغيرات لم يحصلن على تعليم وتم اختطاف بعضهن من أسرهن. يتضح من خلال الفيلم الوثائقي كيف أن الرجال في حياة النساء لديهم اليد العليا، سواء أكان ذلك من خلال دعم المجتمع المحلي لهم أو النظام القانوني الفاسد في هذه البلدان. يوضح هذا الفيلم الوثائقي القضية الخطيرة المتعلقة بالعنف ضد هيئات المرأة. الهند لديها أكبر مشكلة الاتجار في العالم. بسبب النظام الطبقي، يتم تعليم العديد من النساء لقبول مصيرهن بدلاً من حماية قيم حياتهن. ويباع العديد من الفتيات إلى بيوت الدعارة لأن والديهن لا يستطعن تحمل نفقاتهن أو استخدامهن لسداد الديون. هذه الظروف المعيشية للفتيات مروعة. الأبواب مقفلة من الخارج، والغرفة صغيرة ومظلمة وقذرة. تم معاملتهم كأشياء، تعرضوا للاغتصاب والاعتداء الجنسي من قبل الرجال. تم نقل الأمراض إلى أجسامهم. ومع ذلك، ليس لديهم رأي في أجسادهم. فهم يصابون بفيروس نقص المناعة البشرية والإيدز بسبب عدم توفير الرفالات وهم يأخذون عدة عملاء في يوم واحد. هم أيضا يواجهون الإجهاض. في كتاب «نصف السماء»، توسع نيكولاس كريستوف وشيريل وودون أكثر في بيت الدعارة. الأعمال الجنسية تبدو قانونية في المجتمع. «لم تستمع الشرطة لها. لم يكن أصحاب بيوت الدعارة يهددون بقتلها فحسب، بل هددوا أيضًا باختطاف ابنتيها الصغيرتين وبيعها إلى بيت دعارة»، كما ورد في الكتاب (8). في الفيلم، عندما حاول نيكولاس كريستوف وأورمي إنقاذ الضحايا، تعرضا للتهديد والصياح من بيت الدعارة. كانت الشرطة هناك ولكن لم تفعل أي شيء لتحذير بيت الدعارة، بدلاً من ذلك، طلبوا من نيكولاس كريستوف وأورمي المغادرة. وعلاوة على ذلك، ذكر نيكولاس كريستوف أن منظمة العمل الدولية تقدر أنه في أي وقت من الأوقات يوجد 12.3 مليون شخص يعملون في السخرة بجميع أنواعها، وليس فقط العبودية الجنسية. واحدة من القضايا الخطيرة التي تم العثور عليها في أرض الصومال هي تشويه الأعضاء التناسلية للإناث. أخبرت القابلات، في الفيلم الوثائقي، كريستوف أنه بمجرد أن يعرفن أن هذه الممارسة ستخاطر بصحة النساء وأجسادهن، لذلك يتوقفن عن ممارستها. ومع ذلك، فإنهم يكتشفون حقيقة أن أحدهم يقطع ابنته. لا تملك الفتيات السيطرة على أجسادهن. يتم تعليمهم أن تشويه الأعضاء التناسلية هو ممارسة بالنسبة للإناث، وعندما يصبحون أمهات، فإنهم يفعلون نفس الشيء مع بناتهم.

## روابط خارجية
- نصف السماء على موقع IMDb (الإنجليزية)
- نصف السماء على موقع قاعدة بيانات الفيلم (الإنجليزية)
- نصف السماء على موقع ليتربوكسد (الإنجليزية)
- نصف السماء على موقع كينوبويسك (الروسية)